# Naiki
Le naiki ou kolami du Sud-Est est une langue dravidienne, parlée par environ 55 000 personnes qui résident dans les États d'Andhra Pradesh, de Madhya Pradesh et de Maharashtra, en Inde ou par environ 10 000 Aborigènes en 1989 dans le district d'Adilabad du Télangana et dans les districts de Chandrapur et de Nanded du Maharashtra en Inde.

## Variétés
Il existe plusieurs variétés : asifabad, metla-kinwat, naiki, utnur.
Le kolami du Sud-Est et le kolami du Nord-Ouest ne sont pas intelligibles. Il existe une similarité lexicale de 60 à 74 % entre ces deux variétés.

## Sources
- (en) Bhadriraju Krishnamurti, 2003, The Dravidian Languages, Cambridge, Cambridge University Press.